# گره راننده کامیون‌ها
گره راننده کامیون نوعی گره از نوع گره‌های قلابی است. از این گره جهت محکم کردن و سفت بستن بار کامیون‌ها، تریلرها و وانت‌بارها استفاده می‌شود.

## نگارخانه

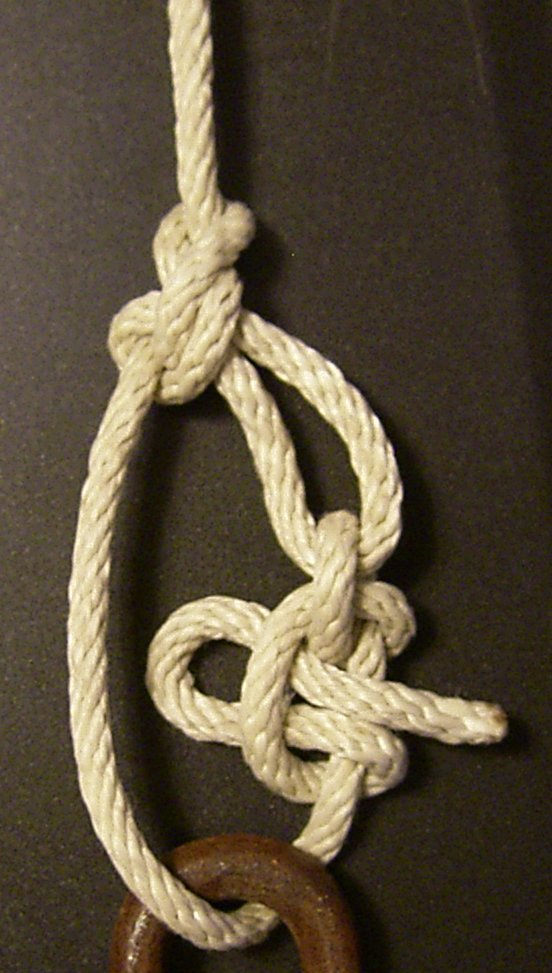